# Aviatik C.I
Aviatik C.I byl německý průzkumný dvouplošník užívaný v první světové válce. Do provozu byl přijat v roce 1915.

## Specifikace

### Technické údaje
- Osádka: 2
- Délka: 7,92 m
- Rozpětí: 12,5 m
- Výška: 2,95 m
- Plocha křídel: 43 m²
- Vlastní hmotnost: 750 kg
- Vzletová hmotnost: 1340 kg
- Pohonná jednotka: 1 × šestiválcový řadový motor Mercedes D.III
- Výkon pohonné jednotky: 119 kW (160 k)

### Výkony
- Maximální rychlost: 142 km/h
- Dostup: 3500 m
- Vytrvalost: 3 hodiny
- Stoupání na 1000 m: 12 min

### Výzbroj
- 1 × kulomet